# Renze (televisieprogramma)
Renze was een Nederlands praatprogramma van RTL 4, waarvan de laatste aflevering op zondag 6 juli 2025 werd uitgezonden. Aanvankelijk was het doordeweeks de zomerse vervanger van Jinek, maar later kreeg het programma haar eigen tijdslot op zondagavond en rouleerde het met Beau en Humberto voor het doordeweekse tijdslot van 22:00 tot 23:15 uur. Het was een coproductie van PilotStudio, ook verantwoordelijk voor Beau, Humberto en voorheen Jinek, in samenwerking met RTL.
In maart 2025 werd bekend dat RTL de drie afzonderlijke praatprogramma's per september 2025 zou gaan samenvoegen onder één titel, RTL Tonight. Hiermee zou ook de samenwerking met PilotStudio ten einde komen, want EndemolShine zal verantwoordelijk worden voor de productie. Klamer, Van Erven Dorens en Tan zullen wel als vaste gezichten betrokken blijven bij het programma, dat van zondag tot en met vrijdag zal worden uitgezonden.

## Uitzendingen
Het programma van Klamer wordt voornamelijk op zondag uitgezonden en wisselt de uitzendperiodes af met Humberto, gepresenteerd door Humberto Tan  Daarnaast dient het als vervangend praatprogramma wanneer de makers van Beau, Humberto en voorheen Jinek vakantie hebben en van 16 september 2024 t/m 4 oktober 2024 voor de dagelijkse nieuwsquiz Wat een dag die drie weken eerder van de buis werd gehaald vanwege te lage kijkcijfers(kijkers zagen liever een talkshow dan een dagelijkse nieuwsquiz). Eerder was er ook een zaterdageditie van het programma, maar deze stopte per 8 april 2023. Op dat tijdslot besloot RTL nieuwe programma's te gaan testen. Het tijdslot op zondag wordt niet het gehele jaar door ingevuld door een praatprogramma.

## Studio en decor
Renze werd bij de start in de zomer van 2022 uitgezonden vanuit Studio Artis in Amsterdam, die ook door de andere RTL 4-praatprogramma's wordt gebruikt. Met de komst van de zaterdaguitzending besloten RTL en producent PilotStudio het programma een andere invulling te geven dan de doordeweekse praatprogramma's. Daarbij paste ook een compleet andere studio en decor. Het programma verhuisde daarom naar Studio 33 in Kerkelanden en later, per 5 november 2022, naar Studio 31 op het Media Park. In de zomer van 2023 keerde het programma weer terug in Studio Artis.

## Formule
Renze is een programma waarin met diverse gasten wordt gepraat over de actuele onderwerpen van de dag. Bij de zondageditie is er, meer dan in de doordeweekse praatprogramma's, aandacht voor (live) muziek en een vooruitblik op de week die volgt.